# Руцка
Руцка је приградско насеље у градској општини Чукарица у граду Београду. Према попису из 2022. било је 332 становника.

## Градски саобраћај
До насеља се дневним линијама ГСП-а може стићи линијама:
- Линија 553 Београд на води — Руцка[1]

## Демографија
У насељу Руцка живи 250 пунолетних становника, а просечна старост становништва износи 40,2 година (40,3 код мушкараца и 40,0 код жена). У насељу има 90 домаћинстава, а просечан број чланова по домаћинству је 3,44.
Ово насеље је великим делом насељено Србима (према попису из 2002. године).
|  |

| Демографија | Демографија | Демографија |
| Година      | Становника  | Становника  |
| ----------- | ----------- | ----------- |
| 1948.       | 340         |             |
| 1953.       | 320         |             |
| 1961.       | 290         |             |
| 1971.       | 257         |             |
| 1981.       | 278         |             |
| 1991.       | 317         | 283         |
| 2002.       | 310         | 330         |

| Етнички састав према попису из 2002.‍ | Етнички састав према попису из 2002.‍ | Етнички састав према попису из 2002.‍ | Етнички састав према попису из 2002.‍ | Етнички састав према попису из 2002.‍ |
| ------------------------------------ | ------------------------------------ | ------------------------------------ | ------------------------------------ | ------------------------------------ |
|                                      |                                      |                                      |                                      |                                      |
| Срби                                 | Срби                                 |                                      | 299                                  | 96,45%                               |
| Црногорци                            | Црногорци                            |                                      | 2                                    | 0,64%                                |
| Хрвати                               | Хрвати                               |                                      | 1                                    | 0,32%                                |
| Југословени                          | Југословени                          |                                      | 1                                    | 0,32%                                |
| непознато                            | непознато                            |                                      | 6                                    | 1,93%                                |

| Година пописа     | 1948. | 1953. | 1961. | 1971. | 1981. | 1991. | 2002. |
| ----------------- | ----- | ----- | ----- | ----- | ----- | ----- | ----- |
| Број домаћинстава | 71    | 71    | 73    | 75    | 77    | 85    | 90    |

| Број чланова      | 1  | 2  | 3  | 4  | 5  | 6 | 7 | 8 | 9 | 10 и више | Просек |
| ----------------- | -- | -- | -- | -- | -- | - | - | - | - | --------- | ------ |
| Број домаћинстава | 16 | 19 | 11 | 19 | 11 | 9 | 4 | 0 | 0 | 1         | 3,44   |

| Пол    | Укупно | Неожењен/Неудата | Ожењен/Удата | Удовац/Удовица | Разведен/Разведена | Непознато |
| ------ | ------ | ---------------- | ------------ | -------------- | ------------------ | --------- |
| Мушки  | 122    | 26               | 86           | 5              | 1                  | 4         |
| Женски | 137    | 26               | 83           | 13             | 13                 | 2         |
| УКУПНО | 259    | 52               | 169          | 18             | 14                 | 6         |

| Пол    | Укупно                    | Пољопривреда, лов и шумарство | Рибарство                            | Вађење руде и камена | Прерађивачка индустрија       |
| ------ | ------------------------- | ----------------------------- | ------------------------------------ | -------------------- | ----------------------------- |
| Мушки  | 65                        | 0                             | 0                                    | 0                    | 33                            |
| Женски | 38                        | 0                             | 0                                    | 0                    | 7                             |
| УКУПНО | 103                       | 0                             | 0                                    | 0                    | 40                            |
| Пол    | Производња и снабдевање   | Грађевинарство                | Трговина                             | Хотели и ресторани   | Саобраћај, складиштење и везе |
| Мушки  | 0                         | 6                             | 8                                    | 0                    | 5                             |
| Женски | 1                         | 1                             | 6                                    | 2                    | 1                             |
| УКУПНО | 1                         | 7                             | 14                                   | 2                    | 6                             |
| Пол    | Финансијско посредовање   | Некретнине                    | Државна управа и одбрана             | Образовање           | Здравствени и социјални рад   |
| Мушки  | 1                         | 4                             | 1                                    | 3                    | 0                             |
| Женски | 0                         | 5                             | 4                                    | 5                    | 5                             |
| УКУПНО | 1                         | 9                             | 5                                    | 8                    | 5                             |
| Пол    | Остале услужне активности | Приватна домаћинства          | Екстериторијалне организације и тела | Непознато            | Непознато                     |
| Мушки  | 3                         | 0                             | 0                                    | 1                    | 1                             |
| Женски | 0                         | 1                             | 0                                    | 0                    | 0                             |
| УКУПНО | 3                         | 1                             | 0                                    | 1                    | 1                             |